# Curtiss XA-4
Curtiss XA-4 – prototypowy amerykański samolot szturmowy używany przez United States Army Air Corp (USAAC) z okresu międzywojennego powstały w wyniku modyfikacji jednego z samolotów Curtiss A-3. Wyprodukowano tylko jeden egzemplarz, samolot nie wszedł do produkcji seryjnej.

## Historia
W połowie 1927 na życzenie USAAC jeden z samolotów Curtiss A-3 (number seryjny 27-244, XP-500, drugi zbudowany A-3) został wyposażony w nowy silnik i zgodnie z ówczesnym systemem USAAC otrzymał nowe oznaczenie – XA-4.
Ze zbudowanego już samolotu A-3 wymontowano chłodzony cieczą silnik rzędowy typu Curtiss V-1150 i na jego miejsce zamontowano chłodzony powietrzem silnik gwiazdowy typu Pratt & Whitney R-1340 Wasp o mocy 410 KM (440 KM według innego źródła). Po wymianie silnika samolot został także przedłużony o około sześć cali (około piętnaście centymetrów) zapewne po to, aby przywrócić odpowiednie wyważenie samolotu. Modyfikacje zostały ukończone w grudniu 1927.
Osiągi tak zmodyfikowanego XA-4 były bardzo zbliżone do osiągów seryjnie produkowanych A-3 i nie zamówiono więcej tego typu konwersji, ani produkcji seryjnej tego modelu. W późniejszym czasie wszystkie amerykańskie samoloty szturmowe były napędzane chłodzonymi powietrzem silnikami rzędowymi które były uważane za mniej podatne na uszkodzenia w walce i nie potrzebowały systemu chłodzenia z chłodnicą cieczową.
Samolot używany był do różnego typu testów i zadań pomocniczych. Używany był między innymi do holowania celów powietrznych; samolot startował holując za sobą na krótkiej linie szybowiec-cel i po osiągnięciu odpowiedniej wysokości szybowiec był wypuszczany na większą odległość za pomocą mechanizmu umieszczonego w środkowej części górnego płata. Nie wiadomo czy ten system wyszedł poza fazę testów i był używany w czasie strzelania ostrą amunicją, wiadomo o przynajmniej jednym wypadku w wyniku którego poważnie uszkodzony został zarówno szybowiec-cel jak i ster kierunku XA-4.
Samolot został złomowany w marcu 1932 po wylataniu 327 godzin.
XA-4 nie został zamówiony do produkcji seryjnej, ale w późniejszym czasie dwa egzemplarze tego samolotu zostały zakupione przez United States Navy, gdzie otrzymały oznaczenie XF8C-1.

## Dane taktyczno-techniczne
Źródła różnią się nieco w szczegółach dotyczących osiągów samolotu. Dane pod ilustracją samolotu pochodzą z oficjalnej strony muzeum United States Air Force, dla pełnego obrazu inne, lub różniące się dane umieszczone zostały w poniższej tabeli:
|                            | Curtiss Aircraft | Muzeum USAF | American Combat Planes |
| -------------------------- | ---------------- | ----------- | ---------------------- |
| Moc silnika (KM)           | 440              | 410         | 421                    |
| Masa startowa (kg)         | 1966             | 2002        | 1866                   |
| Prędkość maksymalna (km/h) | 221              | 225         | 219-223                |
| Prędkość przelotowa (km/h) | -                | 180         | 180                    |
| Pułap operacyjny (m)       | -                | 4876        | 4869                   |